# Apostolic Catholic Church
Apostolic Catholic Church är en autokefal katolsk kyrka, grundad 1992 i Filippinerna av den tidigare jesuitprästen John Florentine L Teruel, sedan denne den 13 juli 1991, ordinerats till patriark i St. Paul's German Old Catholic Church i Los Angeles, USA av biskopar inom olika oberoende katolska och ortodoxa kyrkor.